# Sukiennice

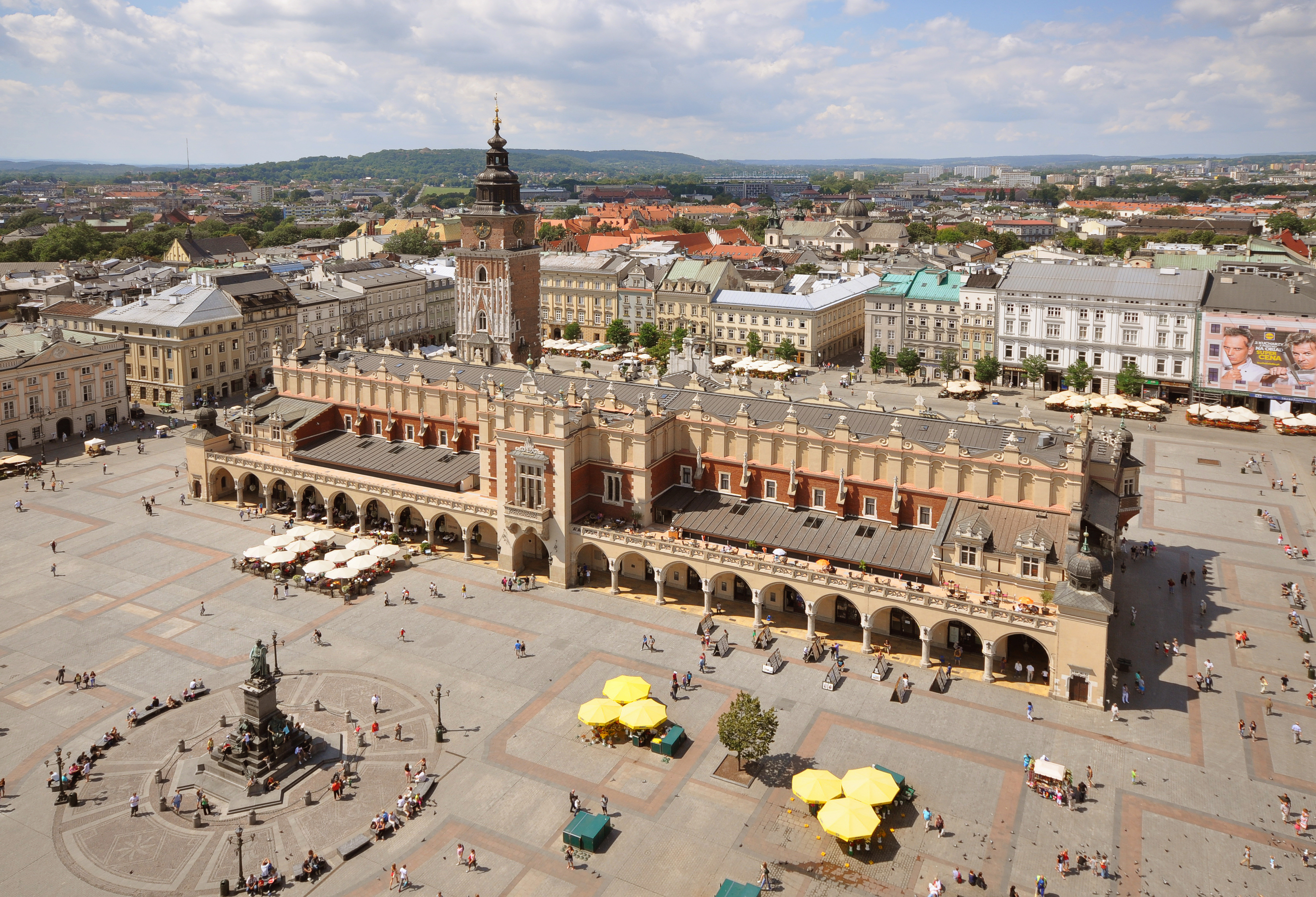
Hala Stofelor (Sukiennice), Oraşul vechi, Cracovia

Sukiennice (Hala postăvarilor) din Cracovia, Polonia construită în stil renascentist este una dintre cele mai cunoscute obiective turistice ale orașului. Aceasta este elementul central al Pieței Centrale din Centrul istoric al Cracoviei (aflat în Patrimoniului UNESCO din 1978). 
În trecut a fost un important centru al comerțului internațional. Negustorii se întâlneau aici pentru a discuta despre afaceri și troc. În timpul epocii de aur în secolul al XV-lea, Sukiennice a fost sursa articolelor exotice de import din est - mirodenii, mătase, piele și ceară - în timp ce Cracovia însăși exporta material textil, plumb, și sare din Salina din Wieliczka.

## Istoric
Cracovia - capitala regală a Poloniei - a fost printre cele mai magnifice orașe din Europa, încă de dinainte de perioada Renașterii. Cu toate acestea, prosperitatea ei nu a durat la infinit. Declinul  orașului a fost grăbit de războaie și politică care au condus la împărțirea Poloniei la sfârșitul secolului al XVIII-lea. Până în momentul de restaurare arhitecturală propusă pentru Sukiennice în 1870 sub dominația Austro-Ungară, o mare parte din centrul istoric al orașului s-a distrus. 
Cu toate acestea, o schimbare politică pentru Regatul Galiției și Lodomeriei a inaugurat într-o renaștere locală din cauza Adunării legislativă nou înființate sau Sejm-ului local. 
Renovarea cu succes a Halei postăvarilor, bazat pe proiectele lui Tomasz Pryliński și supravegheate de către primarul Mikołaj Zyblikiewicz, a fost unul dintre cele mai mari  realizări ale acestei perioade. 
Hala postăvarilor a găzduit nenumărate persoane distinse din străinătate de-a lungul secolelor și este încă folosită pentru a distra monarhi și demnitari. Prințul Charles și împăratul Akihito al Japoniei au fost primiți aici, în 2002. 
În vremuri de demult, aici au avut loc baluri, mai ales după ce în 1809 Prințul Józef Poniatowski a eliberat orașul de sub Imperiul Austriac. În afară de istoria ei grandioasă și de mare valoare culturală, Hala stofelor încă înflorește ca un centru plin de viață al comerțului, deși oferind articole pentru vânzare, care sunt radical diferite de cele din secolele anterioare - în principal suveniruri pentru turiști.
Alte, hale de postăvari similare au existat și în alte orașe poloneze, precum și în alte orașe europene, cum ar fi în Ypres-Belgia, Braunschweig-Germania și în Leeds-Anglia, dar cel din Cracovia este cea mai cunoscută și mai bine conservată.

## Muzeul de la etaj

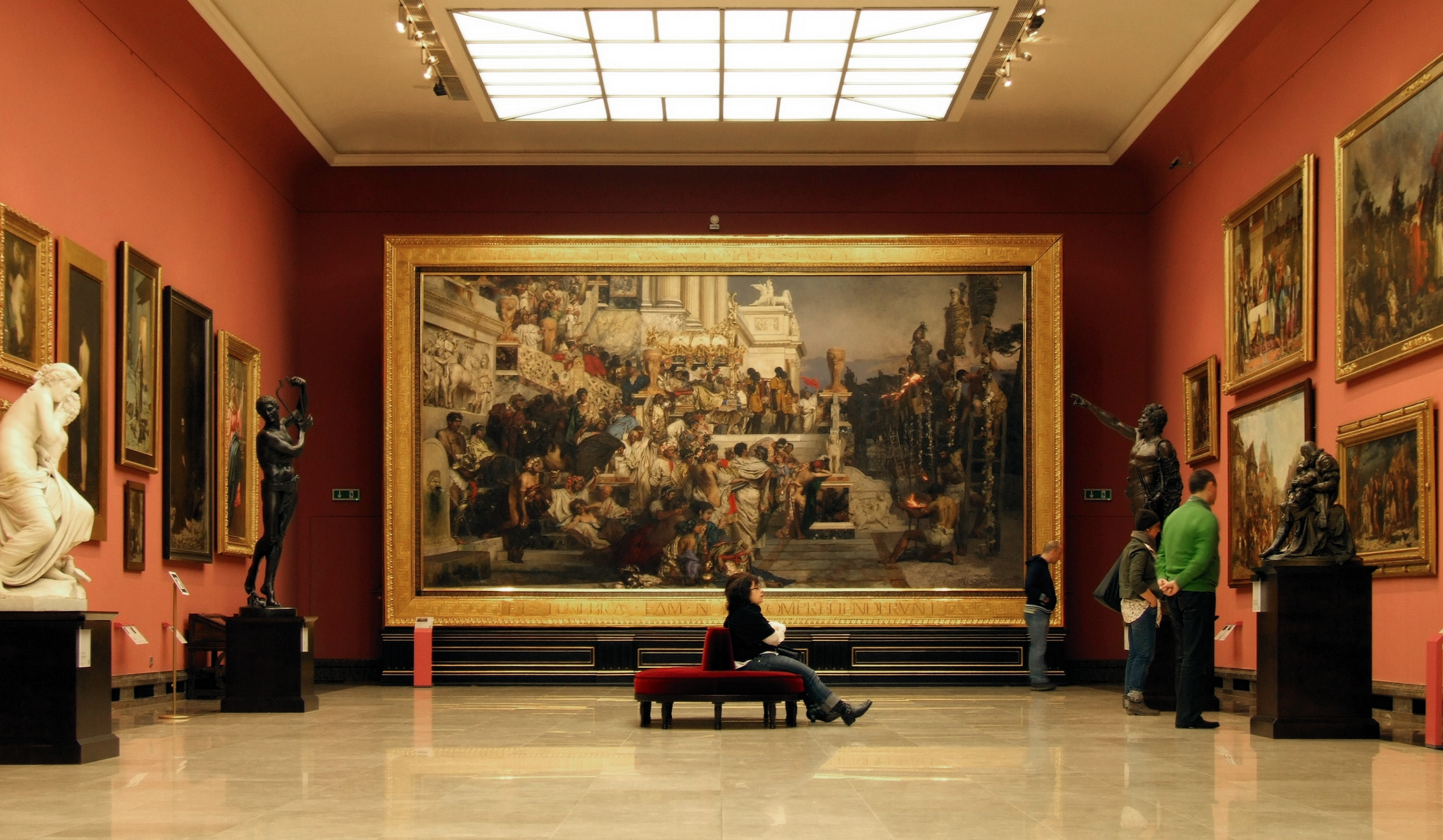
Muzeul Sukiennice de la etaj

La etajul superior al Sukiennice este Muzeul Sukiennice, parte a Muzeului Național din Cracovia. Acesta deține cea mai mare expoziție permanentă de pictură și sculptură poloneză din sec. al XIX-lea, expuse în patru săli de expoziție mari aranjate în funcție de perioada istorică și tema extinderii într-o întreagă epocă artistică 
Muzeul a fost modernizat în 2010, cu echipamente tehnice noi, depozite, spațiile de serviciu, precum și aspect tematic îmbunătățit pentru expunere.
Galeria de Artă poloneză al sec. al XIX-lea a fost un loc de întâlnire culturală majoră din momentul în care a fost redeschisă în data de 07 octombrie 1879. Acesta dispune de portrete din perioada barocă târzie, rococo, și clasicistă din sec. al XVIII-lea și scene de luptă poloneze și străine preromantice.
Arta perioadei când Polonia era împărțită, este reprezentată de faimoasa pictură  Omagiu prusac de Jan Matejko, scene mitologice și biblice cu Torțele lui Nero de Henryk Siemiradzki, arta membrilor reprezentativi ai mișcării artistice Tânăra Polonie de la începutul secolului al XX-lea, inclusiv artiștii Jacek Malczewski, Józef Chełmoński; impresioniștii proeminenți Józef Pankiewicz și Leon Wyczółkowski; picturi de Wojciech Gerson și Julian Fałat, precum și capodopera controversată Extazul de Władysław Podkowiński. 

## Galerie

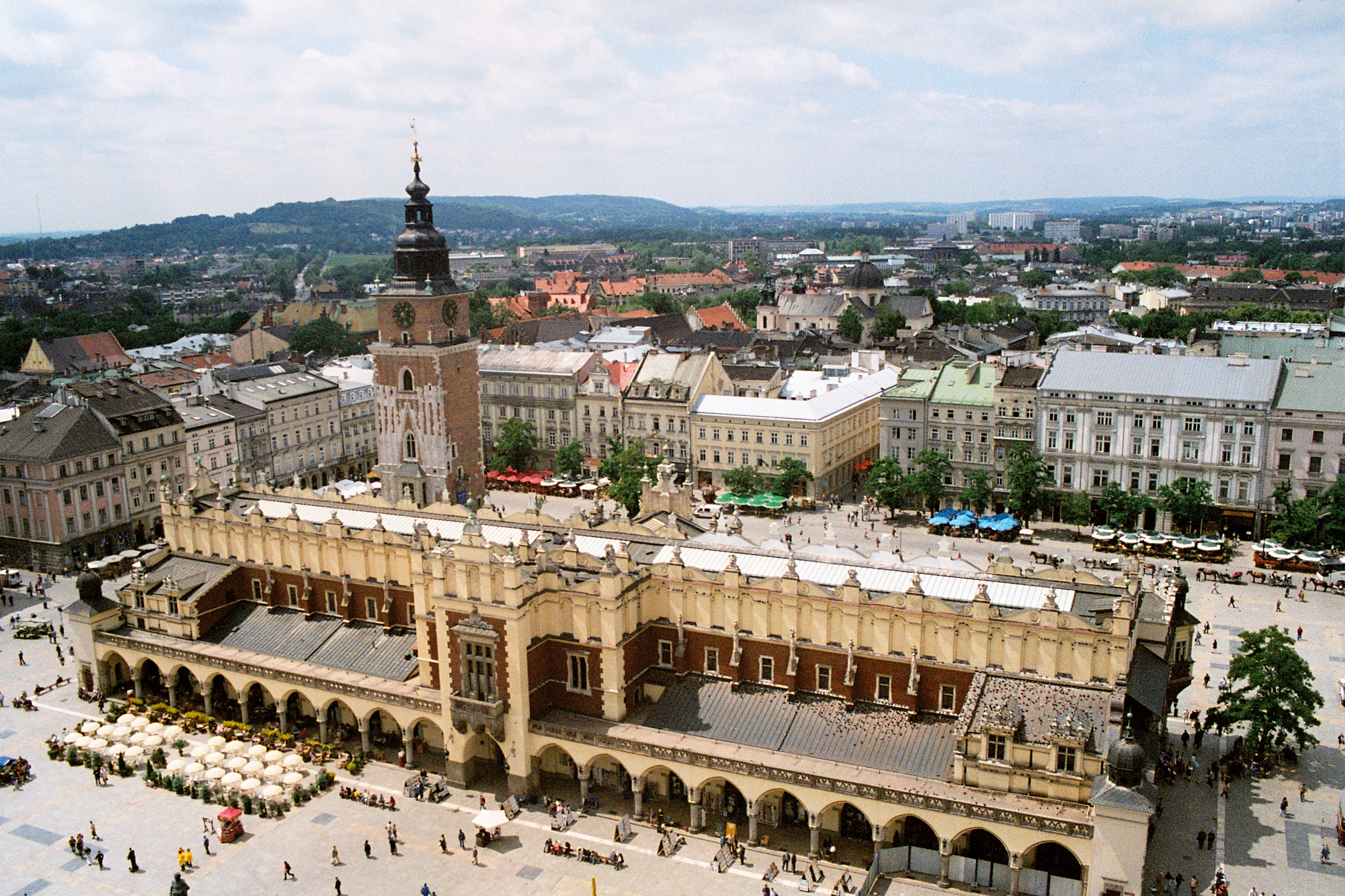
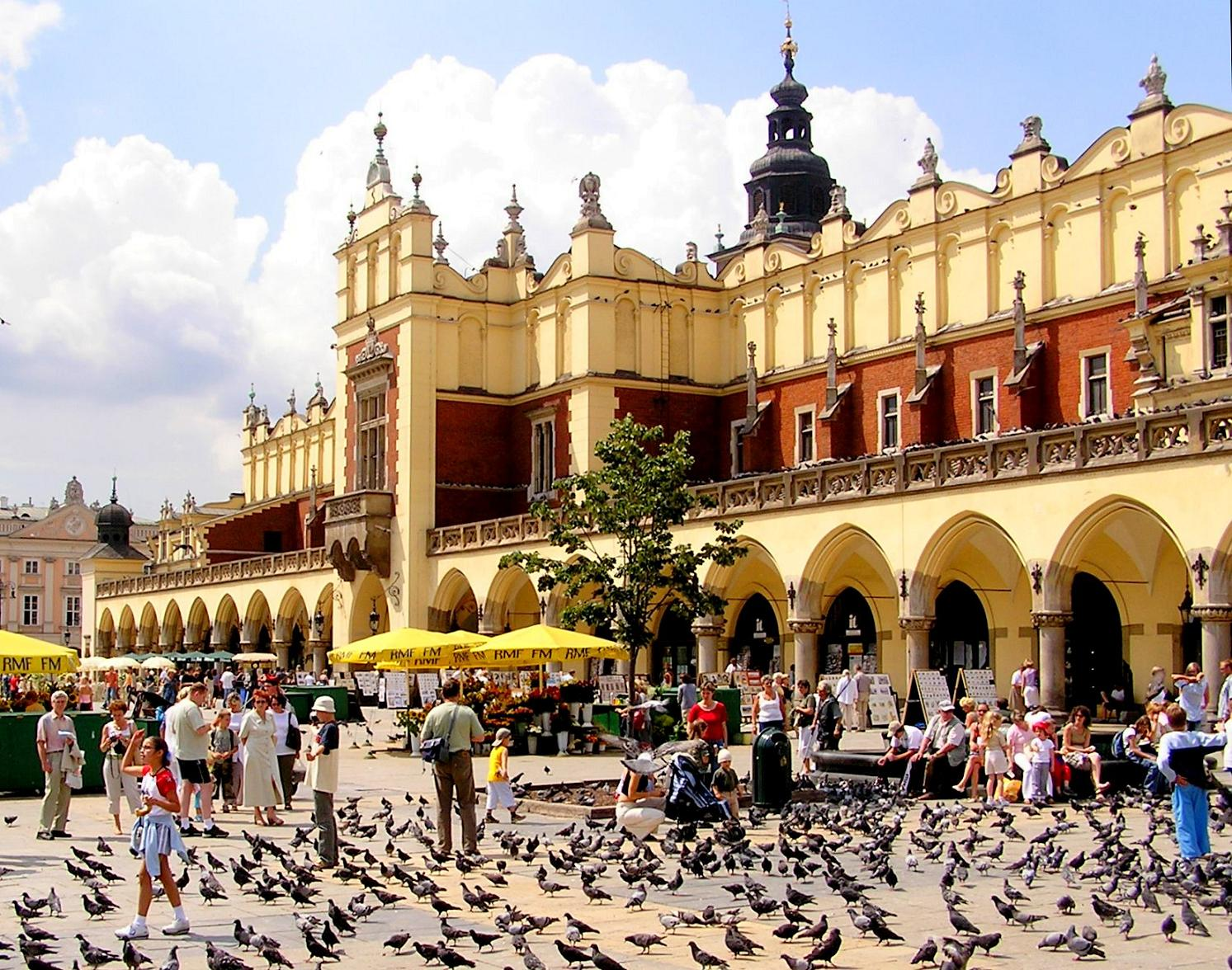
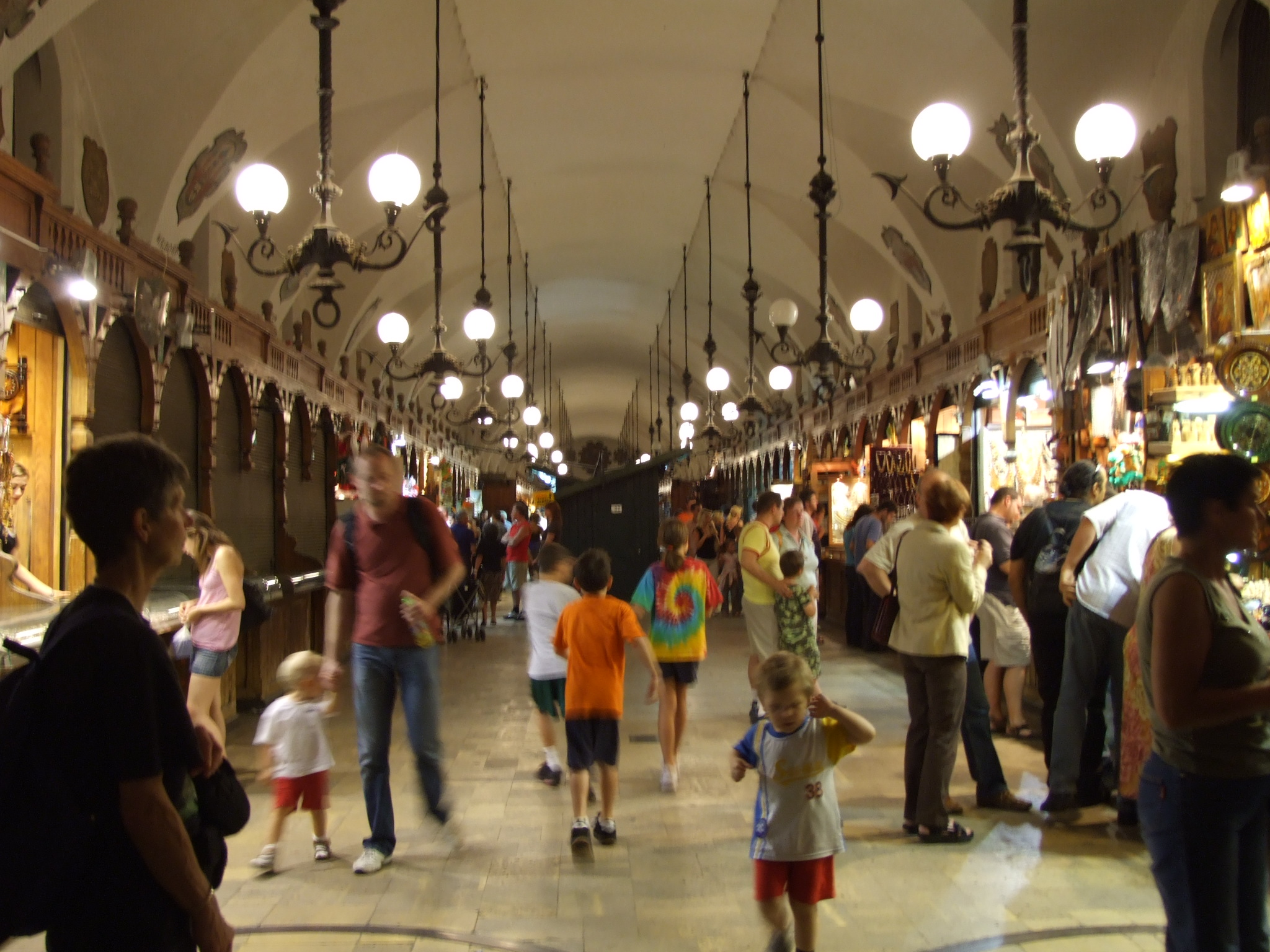
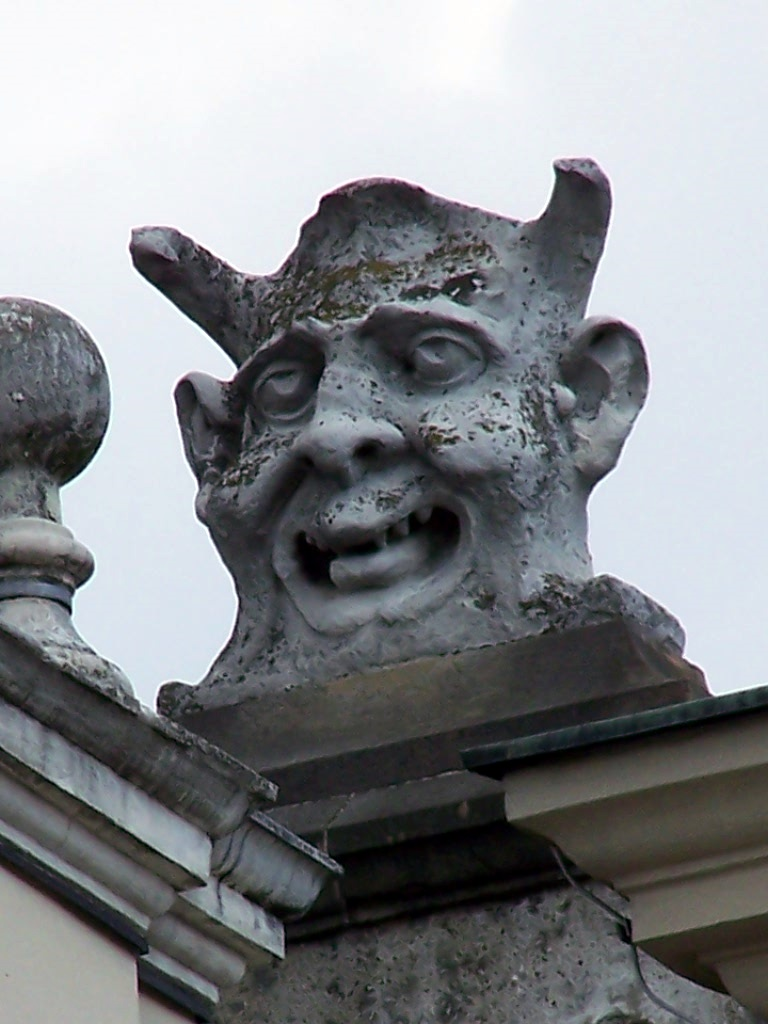
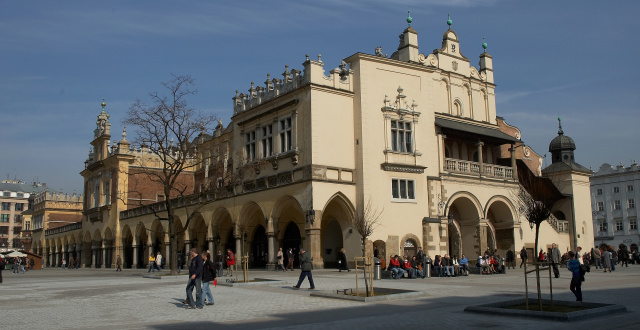
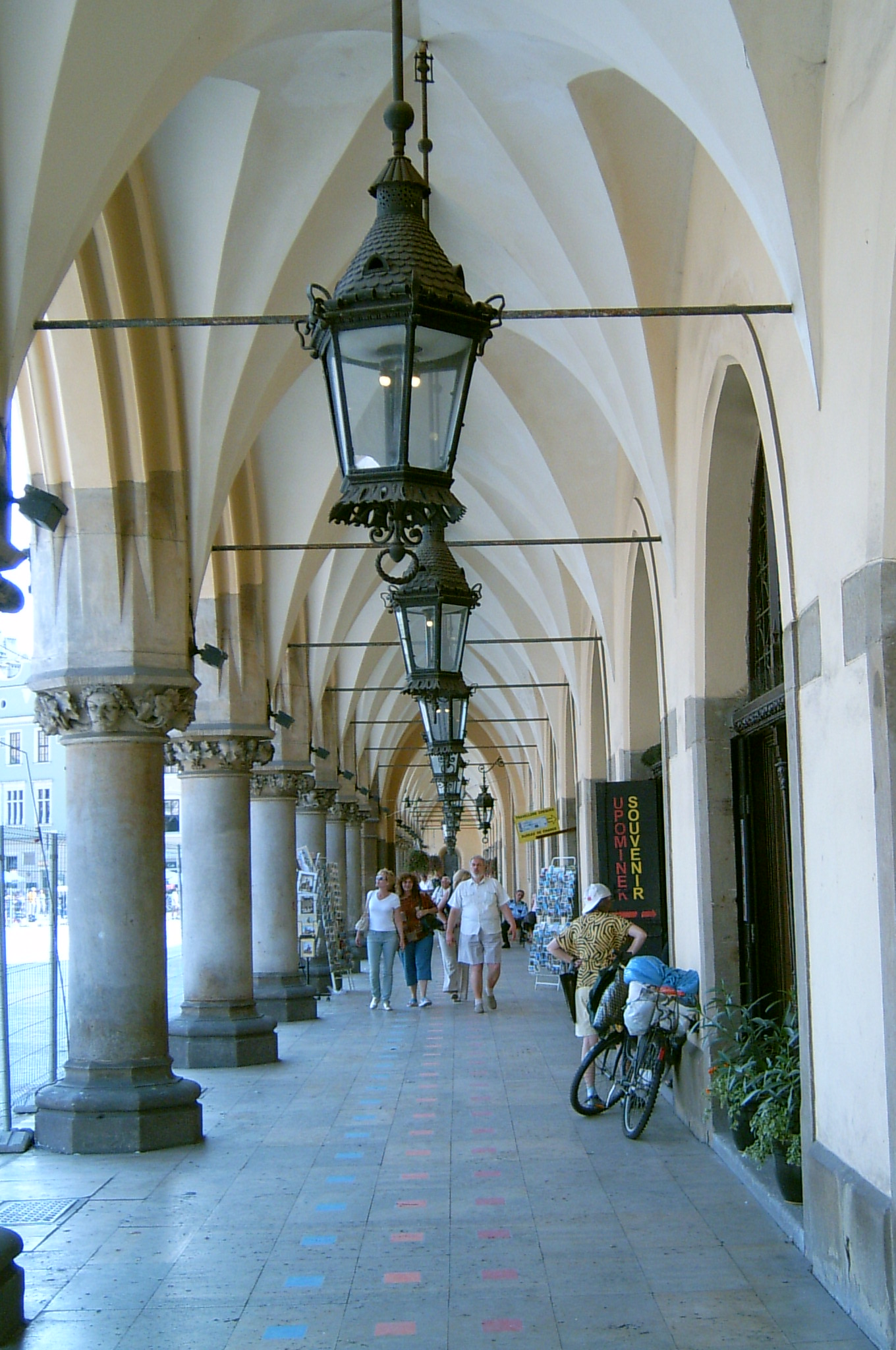
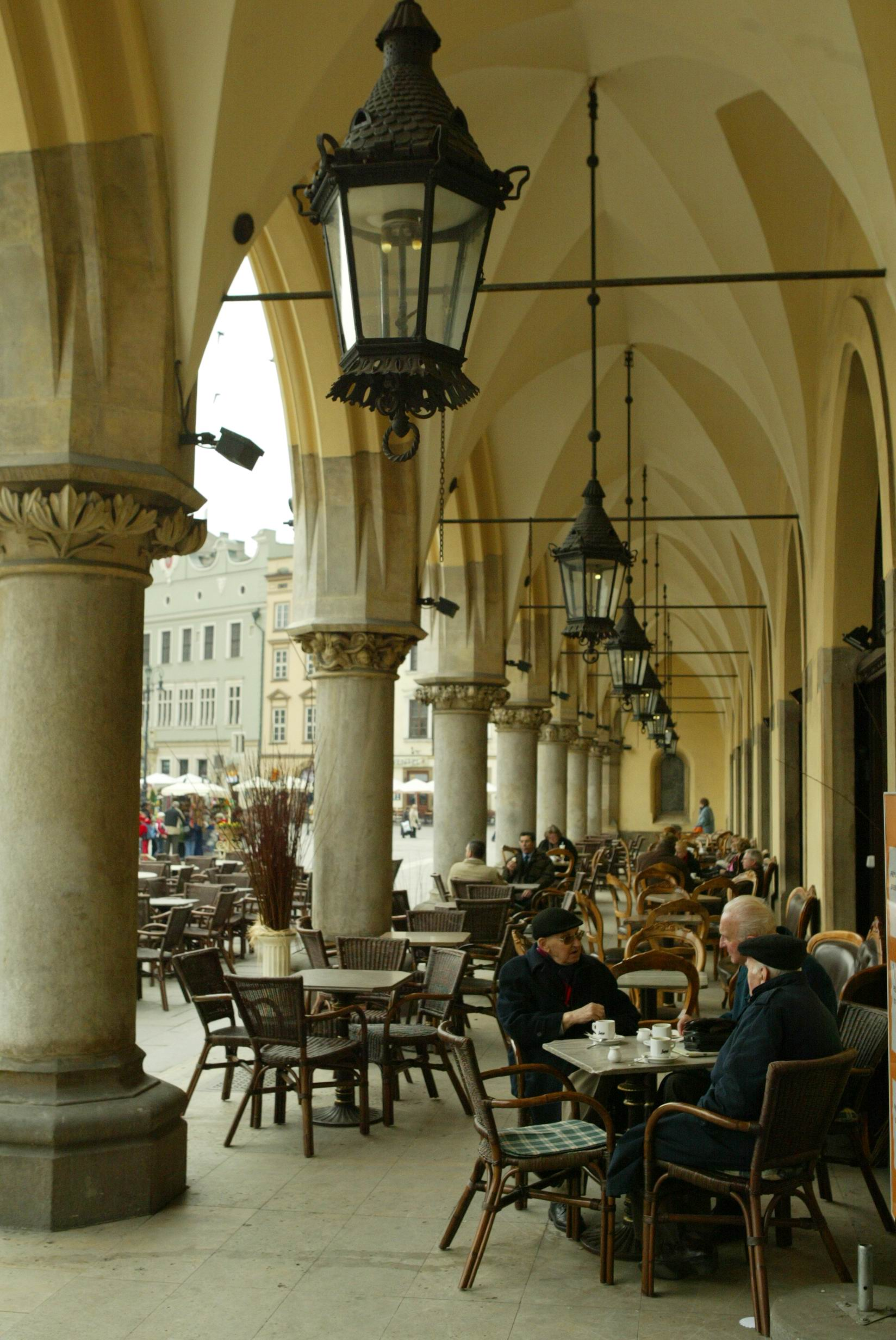